# 劉蒜
劉蒜（りゅう さん、生年不詳 - 147年）は、後漢の皇族。清河王。

## 経歴
清河恭王劉延平（楽安夷王劉寵の子）の子として生まれた。建康元年（144年）、父が死去すると、清河王位を嗣いだ。永憙元年（145年）、沖帝が崩ずると、劉蒜は洛陽に召し出されて、皇嗣とするよう議論された。大将軍の梁冀と皇太后の梁妠が質帝を擁立したため、劉蒜は清河国に帰った。
劉蒜は性格がいかめしく、挙措には節度があり、太尉の李固をはじめ心を寄せる朝臣たちが少なくなかった。いっぽうかつて中常侍の曹騰が劉蒜に面会したとき、劉蒜が礼を取らなかったことから、宦官たちは劉蒜を憎んでいた。本初元年（146年）、質帝が崩ずると、公卿たちは劉蒜を立てるよう議論したが、曹騰が梁冀を説いてその議を排し、桓帝を立てさせた。
建和元年（147年）、甘陵県の劉文が魏郡の劉鮪と結んで、清河王が天子を嗣ぐべきとの流言を流し、ともに劉蒜を擁立しようとした。事が発覚すると、劉文らは清河国の相の謝暠を捕らえて脅かし、王宮の司馬門に向かうと、「清河王を立てて天子とし、謝暠を公とすべし」といった。謝暠が聞き入れず、劉文らを罵ると、劉文は謝暠を刺殺した。劉文と劉鮪は捕らえられて処刑された。この事件のため、御史が劉蒜を弾劾して奏上し、劉蒜は爵位を尉氏侯に落とされた。身柄を桂陽に移され、自殺した。

## 伝記資料
- 『後漢書』巻55 列伝第45